# Nicolas Nikolaïevitch de Russie (1831-1891)
Ne doit pas être confondu avec son fils Nicolas Nikolaïevitch de Russie (1856-1929)
Nicolas Nikolaïevitch de Russie, en russe : Николай Николаевич Романов), né le 27 juillet 1831 à Tsarskoïe Selo et mort le 13 avril 1891 à Aloupka en Crimée est un noble et un militaire russe.
Fils de Nicolas Ier de Russie, il fut grand-duc de Russie, colonel honoraire des lanciers de la garde impériale, inspecteur général du génie militaire, commandant de la garde impériale de Russie, maréchal général de l'armée du Danube, inspecteur général de la cavalerie russe et siégea au Conseil d'État.
Nicolas Nikolaïevitch de Russie était surnommé par ses contemporains Nicolas Nikolaïevitch l'Ancien. Il commanda l'armée du Danube à la guerre russo-turque de 1877-1878.

## Biographie

### Enfance
Nicolas Nikolaïevitch de Russie naquit le 27 juillet 1831 à Tsarskoïe-Selo. Il reçut de ses parents une excellente éducation. Il étudia les différentes disciplines des mathématiques. Il entra dans une école d'ingénieurs.
Son père l'empereur Nicolas Ier le destina à la carrière militaire. Le jour de sa naissance, le grand-duc reçut le grade de colonel honoraire des lanciers de la garde impériale de Russie.

### Carrière militaire

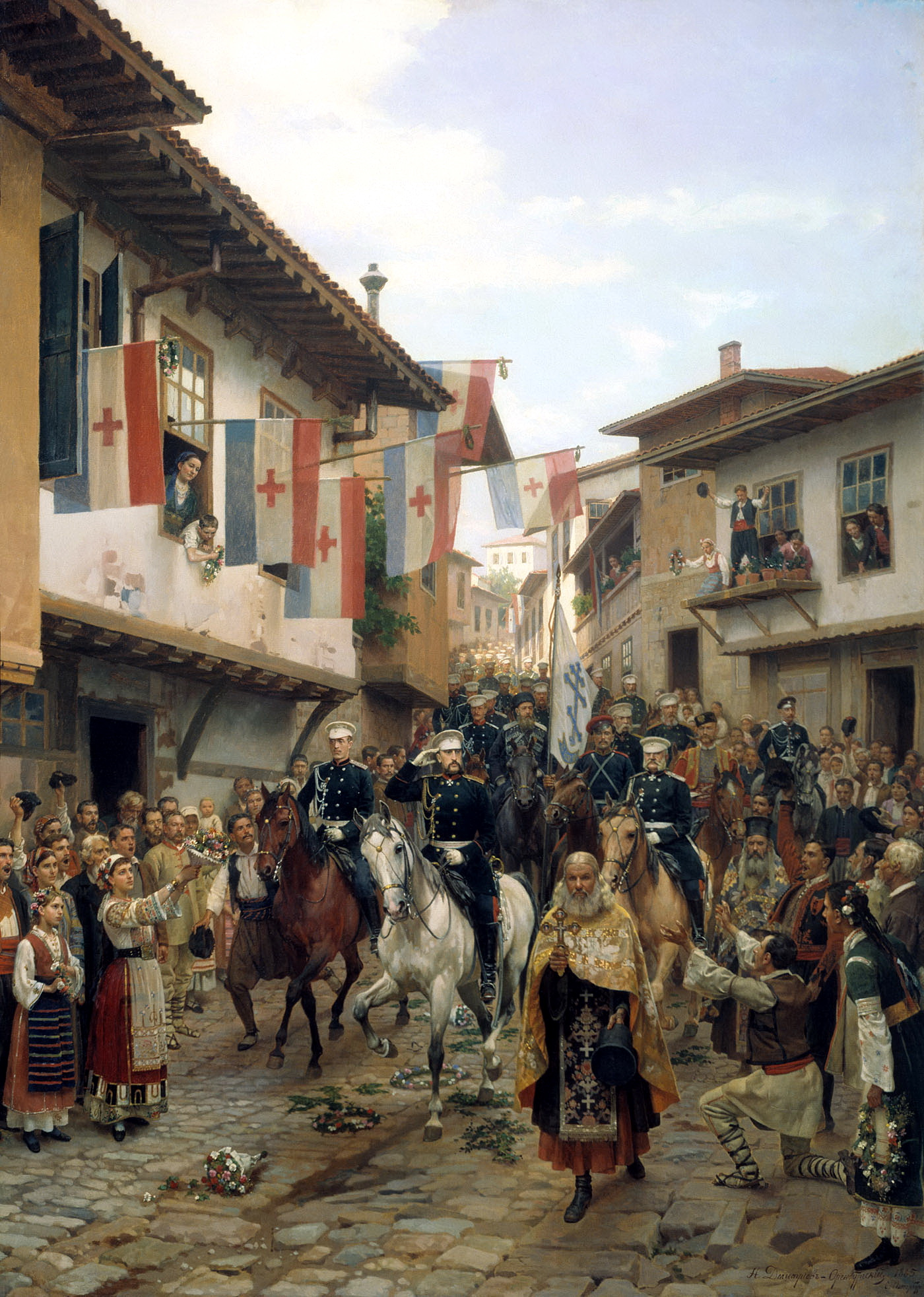
Dmitriev-Orenbourgski, Entrée du grand-duc Nicolas à Tyrnovo en 1877 (1885), Saint-Pétersbourg, Musée Russe.

Le grand-duc Nicolas fit carrière dans l'armée selon le souhait de son père. Il fit son baptême du feu pendant la guerre de Crimée, où il participa à la bataille d'Inkerman le 5 novembre 1854. En 1855, il participa au siège de Sébastopol. Le grand-duc montrait un grand intérêt pour le génie militaire. En 1856, il fut nommé inspecteur général du génie militaire, et en 1864, commandant de la Garde impériale de Russie. En 1873, lors de la réunion organisée pour l'entente des trois empereurs (Autriche-Hongrie, Allemagne, Russie) à Berlin, il accompagnait son frère Alexandre II.
Le point culminant de sa carrière militaire fut sa participation à la guerre russo-turque de 1877-1878. Bien que sa réputation de stratège fût médiocre, le grand-duc Nicolas fut nommé commandant en chef de l'armée du Danube. Sous les ordres du grand-duc, l'armée russe connut de terribles revers. Après la dispersion des troupes turques de Roumélie, elle mit cinq mois à venir à bout de la forteresse de Plevna, défendue par Osman Pacha du 20 juillet au 10 décembre 1877. Le grand-duc Nicolas fut privé du commandement réel, mais officiellement resta à son poste.  Les victoires de ses subordonnés lui permirent de participer à la victoire d'Andrinople et il assista au traité de san Stefano signé entre  l'Empire russe et l'Empire ottoman le 3 mars 1878. Après ce conflit, le grand-duc fut critiqué pour avoir refusé de prendre Constantinople. Il dut faire face à de graves accusations et fut mis en cause pour des irrégularités financières, la réception de pots-de-vin ainsi que des détournements de fonds provenant du gouvernement.
Alexandre II promut le grand-duc maréchal-général, inspecteur-général de la cavalerie et inspecteur-général du génie militaire des forces russes. En résumé, le grand-duc Nicolas fut une figure militaire importante, il siégea également au Conseil d'État.

### Personnalité
Le grand-duc Nicolas était un homme fort, de grande stature, il avait un long nez fin. Le grand-duc n'était ni beau, ni intelligent, mais il fut un incroyable séducteur ; comme l'écrivit un contemporain « il aimait toutes les femmes, sauf son épouse ». Il appréciait la vie militaire, la chasse, les plaisirs de la table. Il était également un expert en race bovine et en races de chiens. Il aimait également l'élevage de chevaux et la pêche. Dans sa luxueuse résidence de Saint-Pétersbourg, le palais Nicolas (Nikolaïevsky), construit entre 1853 et 1861, les chevaux étaient son sujet favori de conversation. Le grand-duc prenait un grand intérêt à la gestion de ses biens, mais il priva d'affection son entourage familial même le plus proche.
Selon Nina Berberova il a été martiniste.

### Mariage de Nicolas Nikolaïevitch de Russie et d'Alexandra d'Oldenbourg
Nicolas Nikolaïevitch de Russie fut marié contre son gré à Alexandra d'Oldenbourg. Dès le début de leur mariage, le couple connut des difficultés. Quatre ans plus tard, le grand-duc eut une liaison avec Catherine Tchislova, une danseuse du théâtre de Krasnoïe Selo. Leur liaison ne fut un secret pour personne. Ils eurent cinq enfants. Le grand-duc obtint pour sa maîtresse un titre de noblesse : Nikolaïev. Alexandre II feignit d'ignorer les faits et gestes de son jeune frère, mais lui conseilla la discrétion.
Le jour de l'assassinat d'Alexandre II, le 13 mars 1881, le grand-duc Nicolas était à Cannes avec ses deux fils et retourna immédiatement en Russie. L'accession au trône de son neveu Alexandre III marqua le début du déclin pour le grand-duc. L'empereur n'avait aucune sympathie pour son oncle Nicolas et le priva de toute influence. L'autorité du grand-duc en souffrit beaucoup, notamment lors d'accusations concernant des fraudes militaires. Le grand-duc tenta d'expliquer son action à la Nouvelle Revue de Paris. En 1880, il attaqua les responsables gouvernementaux et les commandants militaires, mais il finit par être démis de ses fonctions. Alexandre III critiquait ses relations extra-conjugales, car il vivait ouvertement sa liaison avec sa maîtresse. Son épouse, la grande-duchesse Alexandra, le quitta définitivement en 1881 et se retira dans un monastère à Kiev, mais elle refusa d'accorder le divorce à son époux, comme il le souhaitait. Seuls ses fils légitimes demeurèrent à Saint-Pétersbourg.
Le grand-duc Nicolas dépensa d'énormes sommes d'argent pour Catherine Tchislova et leurs enfants. Financièrement embarrassé, il fut dans l'obligation d'hypothéquer le palais Nicolas à Saint-Pétersbourg. En 1882, le grand-duc fut placé sous tutelle en raison de la dilapidation de sa fortune et vécut comme un homme ordinaire dans une modeste maison.
Le grand-duc, incapable d'obtenir le divorce, espérait survivre à son épouse pour épouser par la suite sa maîtresse, mais Catherine Tchislova mourut subitement en Crimée. Quant à la grande-duchesse Alexandra, elle lui survécut neuf années.

### Dernières années
Peu de temps après le décès de sa maîtresse, le grand-duc Nicolas perdit la raison. Il était atteint d'un cancer de la bouche dont les métastases se propagèrent au cerveau. Au cours de la représentation d'un ballet, le grand-duc attaqua un jeune danseur qu'il prit pour une jeune femme. En 1890, le grand-duc fut déclaré aliéné et en conséquence fut gardé en Crimée.
Le grand-duc Nicolas Nikolaïevitch de Russie mourut à Aloupka en Crimée le 13 avril 1891. À la Cour impériale de Russie, le grand-duc avait la réputation d'un homme faible et sa mort ne causa donc aucun regret. Il dilapida ses immenses richesses et à sa mort son palais fut vendu pour régler ses dettes.

## Distinctions
- 1854 : ordre de Saint-Georges (4e classe) pour son courage et sa vaillance lors de la bataille d'inkerman.
- 15 juillet 1877 : ordre de Saint-Georges (2e classe) pour la traversée du Danube par son armée de Sistova;
- 29 novembre 1878 : ordre de Saint-Georges (1re classe) pour la capture d'Osman Pacha et son armée à la bataille de Plevna.
- 1878 : l'Épée d'or sertie de diamants, en récompense de son passage dans les Balkans.

## Généalogie
Nicolas Nikolaïevitch de Russie faisait partie de la maison des Romanov. Il fut le fondateur de la troisième branche de la maison d'Oldenbourg-Russie (Holstein-Gottorp-Romanov), issue de la première branche de la maison d'Oldenbourg-Russie, elle-même issue de la première branche de la maison de Holstein-Gottorp. Ces trois branches sont issues de la première branche de la maison d'Oldenbourg. Il fonda la branche agnate des Nikolaïevitch. Nicolas Nikolaïevitch de Russie est l'ascendant de l'actuel chef de la maison impériale de Russie le grand-duc Nicolas Romanovitch de Russie.

### Famille
Nikolaï Nikolaïevitch de Russie est le fils de Nicolas Ier de Russie et de son épouse, née princesse Charlotte de Prusse.

#### Mariage et descendance
Le 6 février 1856, il épousa à Saint-Pétersbourg la princesse Alexandra Petrovna d'Oldenbourg (1838-1900), fille de Pierre Georgievitch d'Oldenbourg et de Thérèse Frédérique Wilhelmine de Nassau-Weilburg.
Deux enfants sont nés de cette union :
- Nicolas Nikolaïevitch (1856-1929) qui épouse la princesse Anastasia de Monténégro (1868-1935) ;
- Pierre Nikolaïevitch de Russie (1864-1931) qui épouse en 1898 la princesse Militza de Monténégro (1866-1951).

#### Enfants illégitimes
De sa liaison avec Catherine Tchislova il eut cinq enfants :
- Olga Nicolaïevna Nikolaïeva (1868-1950), qui épousa le prince Michel Cantacuzène ;
- Vladimir Nicolaïevitch Nikolaïev (1873-1942) ;
- Catherine Nicolaïevna Nikolaïeva (1874-1949) ;
- Nicolas Nicolaïevitch Nikolaïev (1875-1902) ;
- Galina Nicolaïevna Nikolaïeva (1877-1878).